# Léon Phocas
Léon Phocas (en grec : Λέων Φωκᾶς) est un général byzantin du début du Xe siècle issu de la famille noble des Phocas. Il sert comme domestique des Scholes (le général en chef de l'armée byzantine) et dirige une campagne de grande envergure contre les Bulgares en 917 mais il est lourdement défait lors des batailles d'Anchialos et de Katasyrtai. Par la suite, il complote pour s'emparer du trône au détriment du jeune empereur Constantin VII mais le complot est déjoué par l'amiral Romain Lécapène qui parvient à devenir le protecteur et le beau-père de l'empereur. Après que Lécapène a pris le contrôle de l'Empire byzantin, Léon dirige une révolte infructueuse qui aboutit à sa capture et à son aveuglement.

## Biographie
Léon est le fils de Nicéphore Phocas l'Aîné, un célèbre général byzantin qui s'est distingué en Italie du Sud. Il a un frère connu sous le nom de Bardas Phocas l'Aîné qui est aussi un général important tout le comme le sont ses deux fils Nicéphore (qui devient empereur de 963 à 969) et Léon,. Lors du règne de l'empereur Léon VI le Sage, Léon Phocas se marie avec la sœur de Constantin le Paphlagonien, le puissant parakimomène de l'empereur. Peu de temps après, il est élevé au rang de domestique des Scholes. S'il est réputé pour être brave et obtient quelques succès contre les Arabes en Orient, ses aptitudes comme général sont limitées. Ainsi, Steven Runciman attribue son élévation à ses origines aristocratiques et à ses liens familiaux avec le parakimomène Constantin.

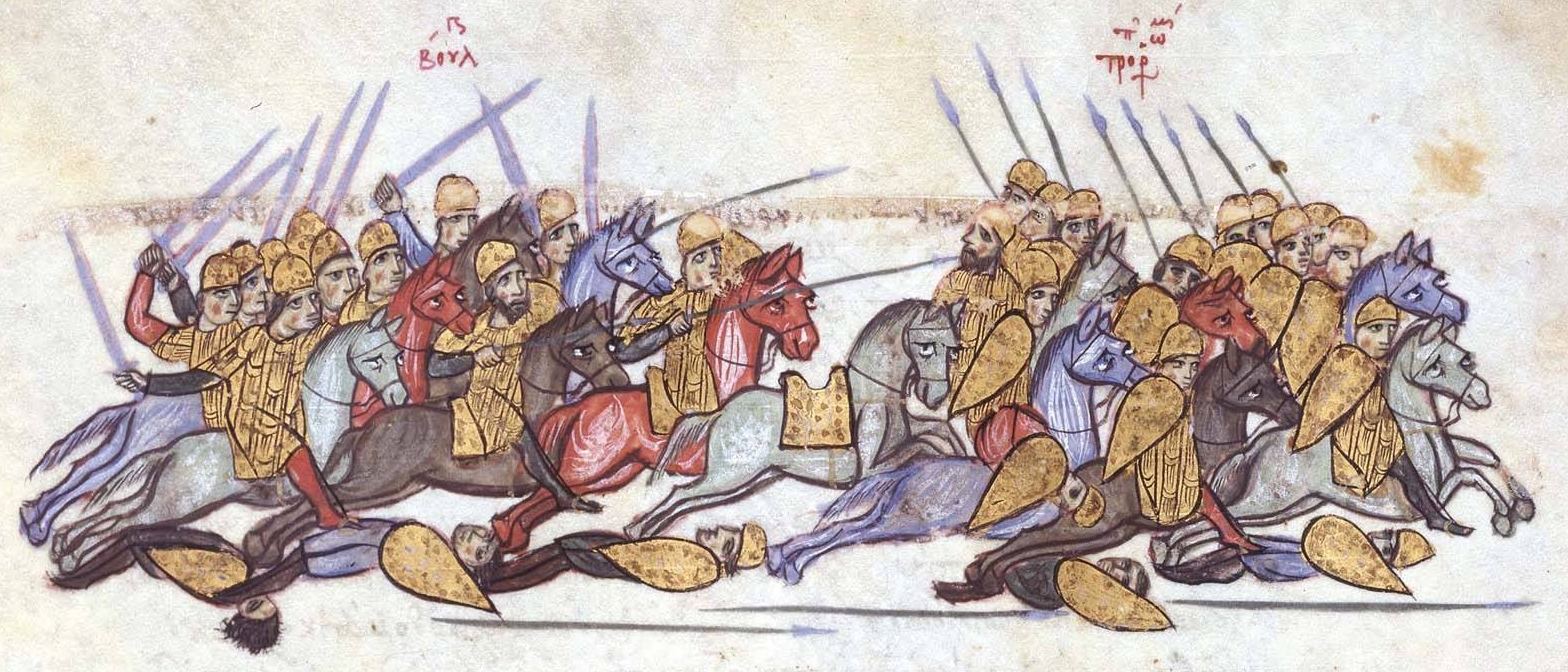
Illustration de la défaite byzantine lors de la bataille d'Anchialos issue du Skylitzès de Madrid.

Au cours de la régence de l'impératrice Zoé Carbonopsina en 913-919, Léon est mentionné comme occupant à nouveau la fonction de domestique des Scholes. Il détient aussi la dignité de magistros. En 917, il est placé à la tête d'une grande expédition contre les Bulgares. Le plan prévoit une attaque en tenaille. Le gros de l'armée byzantine conduite par Léon Phocas doit venir du sud tandis que les Petchénègues doivent attaquer les Bulgares depuis le nord après avoir traversé le Danube avec l'aide de la marine byzantine conduite par Romain Lécapène. Toutefois, le moment venu, les Petchénègue retirent leur soutien aux Byzantins, en partie parce que Lécapène s'est querellé avec leur chef ou alors, comme le suggère Runciman, parce que les Bulgares ont acheté leur neutralité. En outre, ils ont déjà pillé les terres bulgares pour leur propre compte au mépris du plan byzantin. Sans le soutien de la flotte et des Petchénègues, Phocas est écrasé par l'armée du tsar Siméon Ier de Bulgarie à la bataille d'Anchialos. L'armée impériale est presque entièrement détruite et Phocas ne parvient que de justesse à s'échapper. Alors que Siméon se dirige vers le sud et Constantinople, Phocas rassemble une force hétéroclite et tente d'entraver sa progression. Toutefois, il est de nouveau vaincu par Siméon lors d'une attaque surprise de nuit à Katasyrtai,.
Ces désastres militaires fragilisent la régence de Zoé et des rumeurs commencent à circuler sur le fait que Léon Phocas, dont l'armée campe sur le Bosphore en face de Constantinople, et son beau-frère Constantin le Paphlagonien veulent s'emparer du trône au détriment du jeune Constantin VII. Selon Runciman, Zoé elle-même planifie de se marier à Léon Phocas pour renforcer sa position. Cependant, le tuteur de l'empereur du nom de Théodore se tourne vers Romain Lécapène. Bien que ce dernier subisse de vives critiques pour sa responsabilité dans les défaites désastreuses contre les Bulgares, Romain reste un allié puissant tant que sa flotte est intacte et prête à être utilisée,. Le parakimomène Constantin tente de neutraliser cette menace en démantelant la flotte mais il est arrêté par Lécapène quand il vient superviser le renvoi des équipages. Cet événement prive Zoé de tout contrôle sur la situation et sur l'insistance de Théodore, le jeune empereur nomme le patriarche Nicolas Mystikos comme régent. Le premier acte de celui-ci est de renvoyer Léon Phocas de son poste de domestique des Scholes et de le remplacer par Jean Garidas,,.

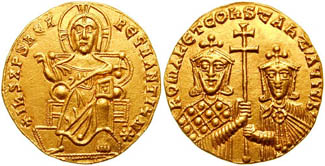
Solidus en or représentant l'empereur Constantin VII avec Romain Lécapène.

Léon essaie de garantir sa situation en contraignant le patriarche à nommer certains de ses proches à la tête de l'Hétairie, la garde impériale. Dans un premier temps, le patriarche accepte mais il ne tarde guère à les congédier. De ce fait, Léon se tourne vers Romain Lécapène et lui propose une alliance par un mariage. Lécapène accepte et conclut un pacte avec lui, lui permettant de revenir avec ses troupes à Chrysopolis. Léon semble avoir confiance en Lécapène. En effet, du fait de ses origines modestes, il juge qu'il ne peut pas être un prétendant crédible au trône impérial. Les événements qui suivent démontrent que Léon Phocas a commis une grave erreur d'appréciation envers son nouvel allié. Le 25 mars 919, Lécapène parvient à pénétrer dans le palais impérial, l'occupe et s'assure de son élévation à la dignité de magistros et de sa nomination à la tête de l'Hétairie. Quelques semaines plus tard, il marie sa fille Héléna au jeune empereur et assume la fonction de basiléopator, ce qui fait de lui le véritable dirigeant de l'Empire byzantin,.

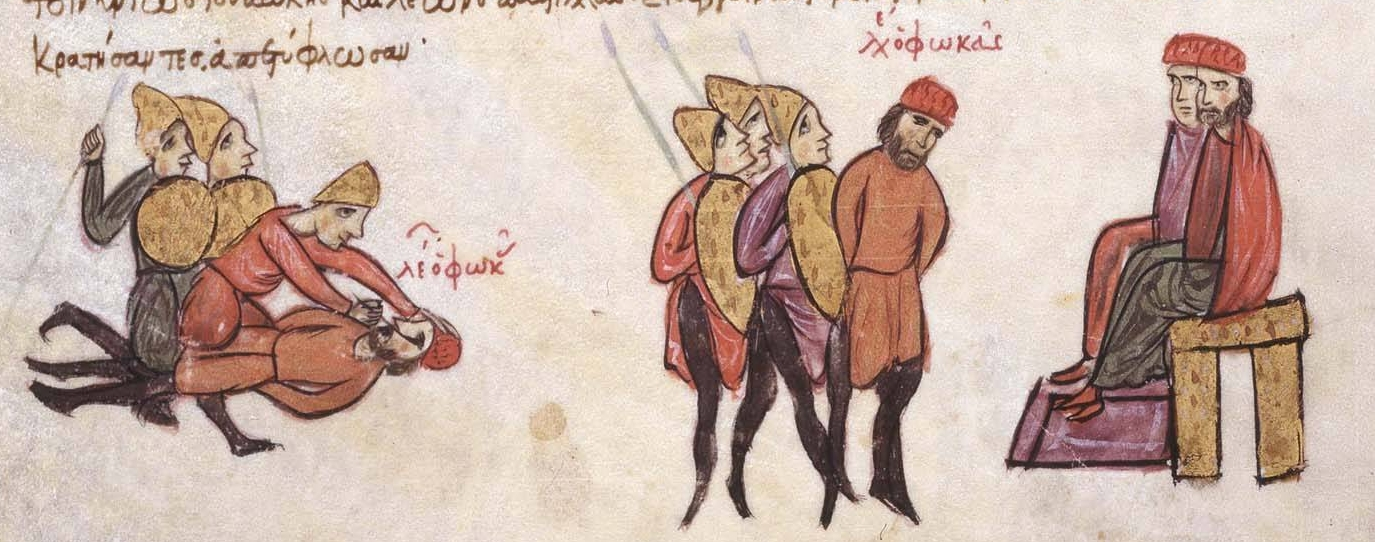
La capture et l'aveuglement de Léon Phocas.

À la suite de cette prise de pouvoir, une lettre au nom de l'empereur est adressée à Léon pour lui intimer de ne pas réagir à ces événements. Inévitablement, Léon qui a été pris de court se révolte. Toutefois, il ne parvient pas à s'assurer de la loyauté de ses troupes. Ses hommes commencent à déserter et à rejoindre le camp impérial, notamment après l'envoi d'une lettre du jeune empereur Constantin VII au camp des rebelles dans laquelle il acclame Romain Lécapène comme son protecteur et fustige la rébellion de Léon. Finalement, Léon est contraint à la fuite mais il est capturé et aveuglé en Bithynie par des hommes de l'empereur. Après qu'un complot fomenté par certains de ses amis a été mis au jour quelques mois plus tard, Léon Phocas est la victime d'une dernière humiliation en devant parader dans les rues de Constantinople sur une mule. Son sort ultérieur est inconnu.

## Sources
- Rodolphe Guilland, Recherches sur les institutions byzantines, Tome I-II, Berlin, Akademie-Verlag, 1967
- (en) Alexander Kazhdan (dir.), Oxford Dictionary of Byzantium, New York et Oxford, Oxford University Press, 1991, 1re éd., 3 tom. (ISBN 978-0-19-504652-6 et 0-19-504652-8, LCCN 90023208)
- (en) Steven Runciman, The Emperor Romanus Lecapenus and His Reign: A Study of Tenth-Century Byzantium, Cambridge University Press, 1988 (ISBN 0-521-35722-5)
- (en) Warren Treadgold, A History of the Byzantine State and Society, Stanford University Press, 1997, 1019 p. (ISBN 0-8047-2630-2, lire en ligne)